# Jeune Épouse
Pour plus de détails, voir Fiche technique et Distribution.
Jeune Épouse (Молодая жена, Molodaïa jena) est un film soviétique réalisé par Leonid Menaker, sorti en 1978.

## Fiche technique
- Titre français : Jeune Épouse[1]
- Titre original : Молодая жена (Molodaïa jena)
- Réalisation : Leonid Menaker
- Scénario : Irina Velembovskaïa
- Photographie : Vladimir Kovzel
- Musique : Yakov Vaïsbourd
- Pays d'origine : URSS
- Format : Couleurs - 35 mm - Mono
- Genre : mélodrame
- Durée : 99 minutes
- Date de sortie : 1978

## Distribution
- Anna Kamenkova : Mania
- Vladlen Birioukov : Alexeï Ivanovitch
- Galina Makarova : Agacha
- Sergueï Prokhanov : Volodia
- Elena Melnikova : Valia
- Natalia Nazarova : Tamara
- Sonia Djichkariani : Lioussia
- Valentina Vladimirova : Roufina
- Tatiana Gorlova : Nioura
- Igor Ozerov : Igor Pavlovitch
- Anatoli Roudakov : Micha
- Lioubov Sokolova : Yegorovna
- Igor Erelt